# Muchomor plamisty

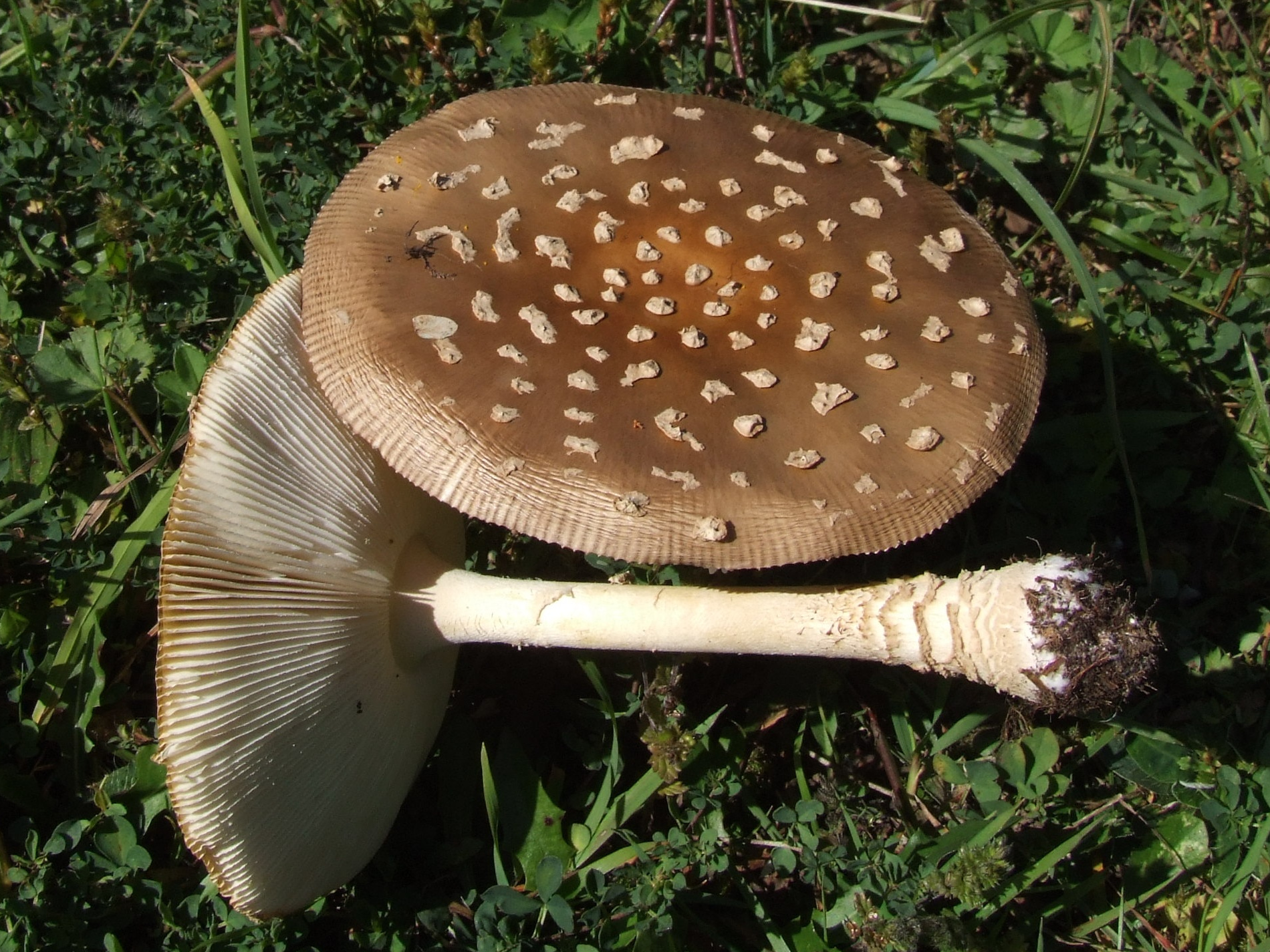
Starszy okaz

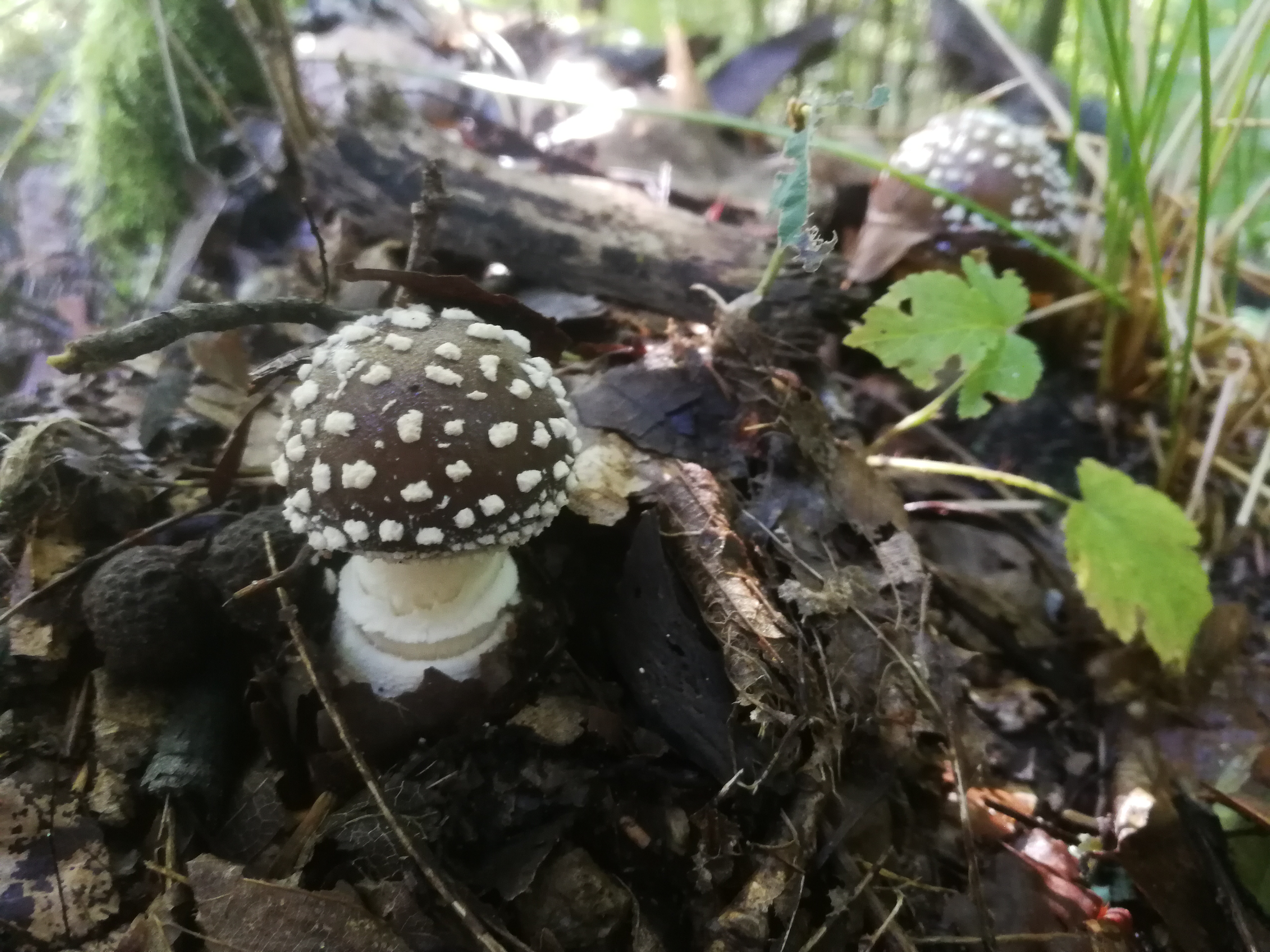
Młody owocnik

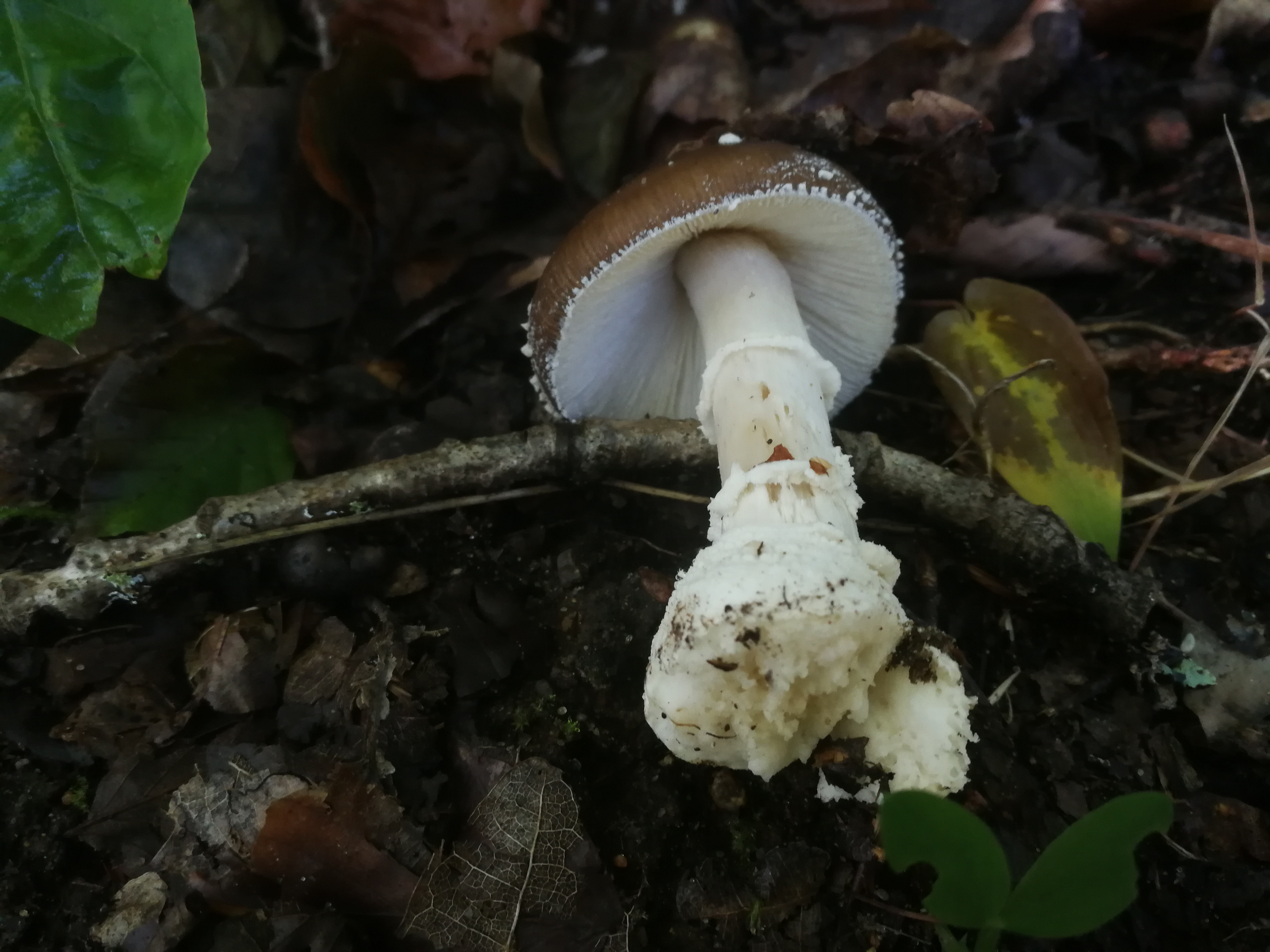
Charakterystyczne cechy rozpoznawcze muchomora plamistego: pierścień bez prążkowania, prążkowany brzeg kapelusza, pochwa otaczająca bulwę u podstawy trzonu

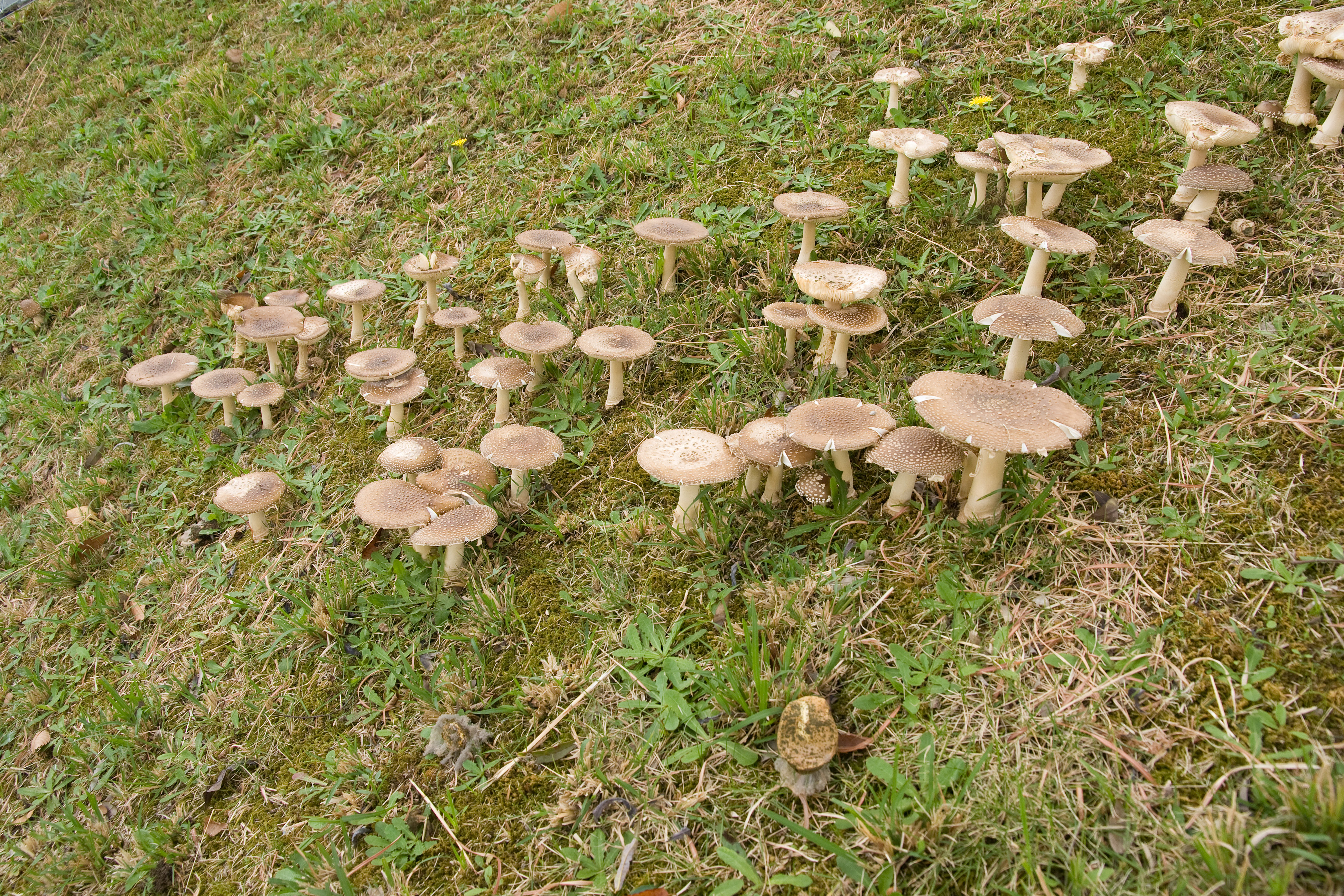
Czasami występuje gromadnie

Muchomor plamisty (Amanita pantherina (DC.) Krombh.) – gatunek grzybów należący do rodziny muchomorowatych (Amanitaceae).

## Systematyka i nazewnictwo
Pozycja w klasyfikacji według Index Fungorum: Amanita, Amanitaceae, Agaricales, Agaricomycetidae, Agaricomycetes, Agaricomycotina, Basidiomycota, Fungi.
Po raz pierwszy takson ten zdiagnozował w 1815 r. Augustin Pyramus de Candolle nadając mu nazwę Agaricus pantherinus. Obecną, uznaną przez Index Fungorum nazwę nadał mu w 1846 r. Julius Vincenz von Krombholz, przenosząc go do rodzaju Amanita. Synonimów naukowych ma 16.
Nazwę polską podał Józef Jundziłł w 1830 r. W polskim piśmiennictwie mykologicznym gatunek ten opisywany był też jako bedłka muchomor plamisty, bedłka, muchar plamisty, muchomor pstrokaty, podsadka panterowa. Nazwy ludowe: muchomór panterowy, muchomór pstrokaty, muchomór cętkowany, muchomór plamisty, bedłka pstrokata.

## Morfologia
Kapelusz
O średnicy 4–12 cm, za młodu kulisty, potem staje się wypukły i płaski. Kolor: brązowoszary, brunatny lub brązowożółty, w partiach górskich bywa w kolorze czarnobrunatnym. Na powierzchni pokryty białymi łatkami. Skórka z powierzchni jest łatwo zdejmowalna. Charakterystyczną cechą umożliwiającą rozróżnienie go od podobnych gatunków muchomorów (twardawego i czerwieniejącego) jest to, że brzegi kapelusza są wyraźnie prążkowane.
Blaszki
Gęste, białe, przy trzonie wolne nie zrastające się.
Trzon
O wysokości 5–15 cm i grubości 1–2 cm, biały, początkowo gruby i masywny, potem smukły, walcowaty, pusty w środku. Dołem jest szerszy i posiada bulwiaste, stosunkowo niewielkie zgrubienie z kilkoma rzędami wałeczków (charakterystyczna cecha umożliwiająca odróżnienie od podobnych gatunków muchomorów). Pod kapeluszem znajduje się gładki, błoniasty pierścień, który u starszych grzybów zanika.
Miąższ
Całkowicie biały, kruchy, nie zmienia barwy po uszkodzeniu. W smaku łagodny, słodkomdły i lekki zapach przypominający rzodkiew lub surowy ziemniak.
Wysyp zarodników
Biały. Zarodniki gładkie, szerokoelipsoidalne, o rozmiarach 9–12 × 7–9 μm.
Gatunki podobne
Bywa często mylony z muchomorem czerwieniejącym (Amanita rubescens) i muchomorem twardawym (Amanita excelsa), które są grzybami jadalnymi. Głównymi cechami umożliwiającymi ich rozróżnienie jest gładki pierścień (u tych dwóch gatunków jest rowkowany) oraz odmienny kształt bulwy. Podobny jest również muchomor chropowaty (Amanita franchetii), lecz różni się żółtym pierścieniem na trzonie. Ponadto dla muchomora plamistego charakterystyczne jest prążkowanie kapelusza przy brzegach, a dla muchomora czerwieniejącego czerwonawy odcień i ciemnienie miąższu po uszkodzeniu.

## Występowanie i siedlisko
Występuje na całej półkuli północnej w strefie klimatu umiarkowanego. Na półkuli południowej znany jest tylko w Australii. W Polsce jest pospolity.
Spotkać go można głównie od czerwca do października w lasach liściastych, rzadziej w iglastych. Występuje pojedynczo lub w małych grupkach po kilka sztuk, zarówno na niżu, jak i w górach.

## Objawy zatrucia
Zaburzenia ze strony układu pokarmowego połączone z wymiotami i biegunką. Osoba po spożyciu grzyba odczuwa pobudzenie podobne do upojenia alkoholowego połączone z halucynacjami mieszanymi na przemian z radością i napadem szału. Pojawiają się drgawki i zaburzenia wzrokowe po czym następuje senność i utrata przytomności. Stan ten prowadzi do śmierci. W przypadku zatrucia należy jak najszybciej doprowadzić do wypróżnienia żołądka z treści pokarmowej i wezwać pomoc lekarską.

## Znaczenie
Medycyna
Grzyb silnie trujący. Zawiera trujące toksyny, te same co muchomor czerwony, czyli kwas ibotenowy i muscymol działające na centralny układ nerwowy. Dawniej w NRD zajmował pierwsze miejsce na liście grzybów wywołujących zatrucia. Występuje w wielu regionach tego kraju pospolicie, rzadki jest natomiast w Saksonii i to nie znający go urlopowicze z tego landu byli głównymi ofiarami zatruć.
Filatelistyka
Muchomor plamisty znalazł się na przywieszce znaczka pocztowego wyemitowanego przez Pocztę Polską 31 sierpnia 2012 r. z przedstawieniem czubajki kani, z którą grzyb bywa mylony. Znaczek o nominale 3 zł wydany został w serii Grzyby w polskich lasach. Wydrukowano 300 000 sztuk, techniką offsetową, na papierze fluorescencyjnym. Autorem projektu znaczka była Marzanna Dąbrowska.